# Buissy
Buissy é uma comuna francesa na região administrativa de Altos da França, no departamento de Pas-de-Calais. Estende-se por uma área de 6,87 km². Em 2010 a comuna tinha 279 habitantes (densidade: 40,6 hab./km²).